# Пети сазив Народне скупштине Републике Србије
Пети сазив Народне скупштине Србије конституисан је 22. јануара 2001. године.
Посланици у овај сазив изабрани су на ванредним изборима одржаним 23. децембра 2000. године.

## Расподела мандата
Седми сазив чини 250 народних посланика, а изборне листе имају следећи број мандата:
| Изборна листа                          | Мандата |
| -------------------------------------- | ------- |
| Коалиција Демократска опозиција Србије | 176     |
| Социјалистичка партија Србије          | 37      |
| Српска радикална странка               | 23      |
| Листа Странке српског јединства        | 14      |
За председника Скупштине изабран је Драган Маршићанин а за председника владе др Зоран Ђинђић.
ДСС је у лето 2001. године напустио Владу Србије и посланички клуб ДОС-а а у републичкој скупштини сам формирао сопствени.
Наташа Мићић (ДОС), Изабрана је у децембру за председницу Скупштине Србије.

## Народни посланици
| Бојана Алексић               | (Демократска странка Србије)                   |
| Владимир Андрић              | (Демократска странка Србије)                   |
| Др Милена Андрић             | (Демократска алтернатива)                      |
| Душица Анђелковић            | (Демократска странка)                          |
| Зоран Анђелковић             | (Нова демократија)                             |
| Др Вуко Антонијевић          | (Демократска странка Србије)                   |
| Неда Арнерић                 | (Демократска странка)                          |
| Слободан Аџић                | (Демократска странка Србије)                   |
| Драгош Бабић                 | (Демократска странка)                          |
| Проф. Предраг Бајчетић       | (Покрет за демократску Србију)                 |
| Анита Беретић                | (Демократска странка)                          |
| Бранко Бешевић               | (Демократска алтернатива)                      |
| Антон Биачи                  | (Савез војвођанских Мађара)                    |
| Мр Ненад Богдановић          | (Демократска странка)                          |
| Зоран Бошковић               | (Лига социјалдемократа Војводине)              |
| Властимир Будимовић          | (Грађански савез Србије)                       |
| Душан Будишин                | (Демократска странка Србије)                   |
| Александар Ватовић           | (Социјалдемократија)                           |
| Радослав Веселиновић         | (Демохришћанска странка Србије)                |
| Горан Весић                  | (Демократска странка)                          |
| Теодора Влаховић             | (Реформска демократска странка Војводине)      |
| Драгољуб Војиновић           | (Демократска странка Србије)                   |
| Драган Вукшић                | (Покрет за демократску Србију)                 |
| Бранко Глигорић              | (Социјалдемократија)                           |
| Душан Голубовић              | (Демократска странка Србије)                   |
| Филип Голубовић              | (Демократска странка Србије)                   |
| Љубодраг Грбић               | (Нова демократија)                             |
| Бранислав Грубачки           | (Лига социјалдемократа Војводине)              |
| Владимир Добросављевић       | (Демократска странка Србије)                   |
| Војислав Дошен               | (Демократска странка)                          |
| Драгиша Ђоковић              | (Демократска странка Србије)                   |
| Др Љубиша Ђоковић            | (Демократска странка Србије)                   |
| Новица Ђурашковић            | (Лига социјалдемократа Војводине)              |
| Братислав Ђурић              | (Асоцијација слободних и независних синдиката) |
| Марко Ђуришић                | (Демократска странка)                          |
| Др Милан Ерњаковић           | (Демократска странка Србије)                   |
| Богољуб Зечевић              | (Демохришћанска странка Србије)                |
| Душан Илић                   | (Демократска странка Србије)                   |
| Иштван Ишпанович             | (Савез војвођанских Мађара)                    |
| Др Михајло Јагодић           | (Демократска странка Србије)                   |
| Др Марко Јакшић              | (Демократска странка Србије)                   |
| Братољуб Јаначковић          | (Нова демократија)                             |
| Веселин Јанковић             | (Демократска странка)                          |
| Војислав Јанковић            | (Демократска странка)                          |
| Драган Јањић                 | (Демократска странка)                          |
| Гвозден Јовановић            | (Демохришћанска странка Србије)                |
| Милија Јовановић             | (Демократска странка)                          |
| Чедомир Јовановић            | (Демократска опозиција Србије)                 |
| Владан Јовичић               | (Демократска странка Србије)                   |
| Радич Јоковић                | (Нова Србија)                                  |
| Александра Јоксимовић        | (Демократска странка)                          |
| Драган Јочић                 | (Демократска странка Србије)                   |
| Атила Јухас                  | (Савез војвођанских Мађара)                    |
| Борис Караичић               | (Покрет за демократску Србију)                 |
| Јозеф Каса                   | (Савез војвођанских Мађара)                    |
| Боривоје Катић               | (Демократска странка)                          |
| Карољ Кермеци                | (Реформска демократска странка Војводине)      |
| Олгица Кирћански             | (Социјалдемократија)                           |
| Томислав Китановић           | (Демократска странка Србије)                   |
| Бранислав Ковачевић          | (Лига за Шумадију)                             |
| Драган Ковачевић             | (Нова Србија)                                  |
| Станко Ковачевић             | (Покрет за демократску Србију)                 |
| Нада Колунџија               | (Демократска алтернатива)                      |
| Бојан Костреш                | (Лига социјалдемократа Војводине)              |
| Александар Крстић            | (Демократска странка)                          |
| Емилија Крстић               | (Демократска странка Србије)                   |
| Арсен Курјачки               | (Демократска странка Србије)                   |
| Радивоје Лазаревић           | (Нова демократија)                             |
| Драган Лазић                 | (Демократска странка Србије)                   |
| Небојша Лековић              | (Нова демократија)                             |
| Проф. др Стеван Лилић        | (Демократски центар)                           |
| Др Милош Лучић               | (Грађански савез Србије)                       |
| Ђорђе Мамула                 | (Демократска странка Србије)                   |
| Драгиша Маринковић           | (Демократска странка)                          |
| Милка Маринковић             | (Демократска странка)                          |
| Мирослав Маркићевић          | (Нова Србија)                                  |
| Мр Вера Марковић             | (Социјалдемократска унија)                     |
| Милан Марковић               | (Демократска странка)                          |
| Михајло Марковић             | (Нова Србија)                                  |
| Мирослав Мартић              | (Демократска странка)                          |
| Драган Маршићанин            | (Демократска странка Србије)                   |
| Тасић Маја Маршићевић        | (Грађански савез Србије)                       |
| Славољуб Матић               | (Демократска странка Србије)                   |
| Петар Маџаревић              | (Демократска странка Србије)                   |
| Шандор Меланк                | (Грађански савез Србије)                       |
| Др Предраг - Луне Мијаиловић | (Демократска странка Србије)                   |
| Слађан Мијајловић            | (Демократска странка Србије)                   |
| Проф. др Боривоје Мијатовић  | (Демократски центар)                           |
| Јелена Миленковић            | (Социјалдемократија)                           |
| Драган Милентијевић          | (Социјалдемократија)                           |
| Наташа Милојевић             | (Социјалдемократија)                           |
| Милан Милосављевић           | (Демократска странка)                          |
| Милена Милошевић             | (Демократска странка)                          |
| Радмило Милошевић            | (Демократска странка Србије)                   |
| Синиша Митровић              | (Нова демократија)                             |
| Наташа Мићић                 | (Грађански савез Србије)                       |
| Зоран Мићовић                | (Демократска странка)                          |
| Дејан Михајлов               | (Демократска странка Србије)                   |
| Мр Средоје Михајлов          | (Коалиција Војводина)                          |
| Петар Мишић                  | (Коалиција Војводина)                          |
| Горица Мојовић               | (Демократска странка)                          |
| Мујо Муковић                 | (Санџачка демократска партија)                 |
| Радомир Наумов               | (Демократска странка Србије)                   |
| Вишња Нежић                  | (Лига социјалдемократа Војводине)              |
| М. Зоран Николић             | (Демократска странка Србије)                   |
| Коста Николић                | (Демократска странка Србије)                   |
| Бошко Ничић                  | (Нова демократија)                             |
| Борислав Новаковић           | (Демократска странка)                          |
| Мехо Омеровић                | (Социјалдемократија)                           |
| Василије Павићевић           | (Демократска странка Србије)                   |
| Бранко Павловић              | (Социјалдемократска унија)                     |
| Драган Павловић              | (Демократска странка)                          |
| Мр Бојан Пајтић              | (Демократска странка)                          |
| Карољ Пал                    | (Савез војвођанских Мађара)                    |
| Др Шандор Пал                | (Демократска заједница војвођанских Мађара)    |
| Томислав Панајотовић         | (Демократска странка)                          |
| Предраг Патић                | (Демократска странка)                          |
| Др Душан Петковић            | (Демократска алтернатива)                      |
| Милисав Петковић             | (Демократска странка)                          |
| Марко Петровић               | (Нова Србија)                                  |
| Мр Мирко Петровић            | (Демохришћанска странка Србије)                |
| Срђан Петровић               | (Демократска странка Србије)                   |
| Мр Бранислав Поморишки       | (Лига социјалдемократа Војводине)              |
| Др Сава Попадић              | (Демократска странка)                          |
| Мр Александар Поповић        | (Демократска странка Србије)                   |
| Драгиша Поповић              | (Демократска странка)                          |
| Срђа Поповић                 | (Демократска странка)                          |
| Живица Предојев              | (Реформска демократска странка Војводине)      |
| Милутин Продановић           | (Демократска странка Србије)                   |
| Душан Пророковић             | (Демократска странка Србије)                   |
| Милош Радивојчевић           | (Демократска алтернатива)                      |
| Чедомир Радојковић           | (Грађански савез Србије)                       |
| Александар Радосављевић      | (Демократска странка)                          |
| Сима Радуловић               | (Грађански савез Србије)                       |
| Слободан Радуловић           | (Нова демократија)                             |
| Драган Рафаиловић            | (Демохришћанска странка Србије)                |
| Бошко Ристић                 | (Демократска странка)                          |
| Маријан Ристичевић           | (Коалиција Војводина)                          |
| Проф. др Мирко Росић         | (Грађански савез Србије)                       |
| Трифуновић Леила Руждић      | (Демократски центар)                           |
| Александра Сајков            | (Нова Србија)                                  |
| Ратимир Свирчевић            | (Реформска демократска странка Војводине)      |
| Мр Влатко Секуловић          | (Социјалдемократска унија)                     |
| Ален Селимовић               | (Демократска странка)                          |
| Срђан Сикимић                | (Демократска алтернатива)                      |
| Радоје Симић                 | (Демократска странка)                          |
| Проф. др Велимир Симоновић   | (Демократски центар)                           |
| Љубивоје Славковић           | (Социјалдемократија)                           |
| Игор Солдатовић              | (Демократска странка)                          |
| Проф. др Јаков Стаменковић   | (Демократска странка)                          |
| Марина Стаменковић           | (Демократска странка Србије)                   |
| Проф. др Миодраг Стаменковић | (Нова Србија)                                  |
| Милан Станимировић           | (Демократска странка)                          |
| Милорад Станулов             | (Нова демократија)                             |
| Александар Стефановић        | (Демохришћанска странка Србије)                |
| Проф.др Предраг Стојановић   | (Демохришћанска странка Србије)                |
| Светлана Стојановић          | (Демократска странка Србије)                   |
| Вукосав Томашевић            | (Демократска странка Србије)                   |
| Војкан Томић                 | (Покрет за демократску Србију)                 |
| Жељко Томић                  | (Демократска странка Србије)                   |
| Др Ласло Торде               | (Савез војвођанских Мађара)                    |
| Бранимир Трајковић           | (Демократска странка Србије)                   |
| Момчило Трајковић            | (Српски покрет отпора - демократски покрет)    |
| Захарије Трнавчевић          | (Демократска странка)                          |
| Душан Тубић                  | (Демократска странка Србије)                   |
| Горан Ћирић                  | (Демократска странка)                          |
| Зоран Ћирковић               | (Нова Србија)                                  |
| Проф. др Драгор Хибер        | (Грађански савез Србије)                       |
| Мирослав Христодуло          | (Социјалдемократска унија)                     |
| Зелџо Хурић                  | (Санџачка демократска партија)                 |
| Јон Чизмаш                   | (Коалиција Војводина)                          |
| Гордана Чомић                | (Демократска странка)                          |
| Ђорђе Чуквас                 | (Демократска странка Србије)                   |
| Родољуб Шабић                | (Социјалдемократија)                           |
| Драган Шормаз                | (Демократска странка Србије)                   |
| Драган Шутановац             | (Демократска странка)                          |
| Јоца Арсић                   | (Социјалистичка партија Србије)                |
| Раде Бајић                   | (Социјалистичка партија Србије)                |
| Рајко Баралић                | (Социјалистичка партија Србије)                |
| Тома Бушетић                 | (Социјалистичка партија Србије)                |
| Владимир Гарчевић            | (Социјалистичка партија Србије)                |
| Стеван Гудурић               | (Социјалистичка партија Србије)                |
| Мр Живодарка Дацин           | (Социјалистичка партија Србије)                |
| Боривоје Дракуловић          | (Социјалистичка партија Србије)                |
| Велимир - Бата Живојиновић   | (Социјалистичка партија Србије)                |
| Проф. др Бранислав Ивковић   | (Социјалистичка партија Србије)                |
| Миомир Илић                  | (Социјалистичка партија Србије)                |
| Милан - Жире Јанковић        | (Социјалистичка партија Србије)                |
| Драган Јовановић             | (Социјалистичка партија Србије)                |
| Небојша Јовић                | (Социјалистичка партија Србије)                |
| Ђура Лазић                   | (Социјалистичка партија Србије)                |
| Љубиша Маравић               | (Социјалистичка партија Србије)                |
| Сретен Митровић              | (Социјалистичка партија Србије)                |
| Љубомир Муцић                | (Социјалистичка партија Србије)                |
| Милош Нешовић                | (Социјалистичка партија Србије)                |
| Д. Зоран Николић             | (Социјалистичка партија Србије)                |
| Мр Жарко Обрадовић           | (Социјалистичка партија Србије)                |
| Слободан Павловић            | (Социјалистичка партија Србије)                |
| Хранислав Перић              | (Социјалистичка партија Србије)                |
| Мр Радојко Петрић            | (Социјалистичка партија Србије)                |
| Др Синиша Поповић            | (Социјалистичка партија Србије)                |
| Др Зоран Радовановић         | (Социјалистичка партија Србије)                |
| Мр Живанко Радованчев        | (Социјалистичка партија Србије)                |
| Момир Радоичић               | (Социјалистичка партија Србије)                |
| Бранко Ружић                 | (Социјалистичка партија Србије)                |
| Проф. др Бора Станимировић   | (Социјалистичка партија Србије)                |
| Др Милан Станковић           | (Социјалистичка партија Србије)                |
| Драган Тодоровић             | (Социјалистичка партија Србије)                |
| Јован Тодоровић              | (Социјалистичка партија Србије)                |
| Драган Томић                 | (Социјалистичка партија Србије)                |
| Мр Слободан Томовић          | (Социјалистичка партија Србије)                |
| Марко Ћулибрк                | (Социјалистичка партија Србије)                |
| Душан Цветковић              | (Социјалистичка партија Србије)                |
| Верољуб Арсић                | (Српска радикална странка)                     |
| Др Бранислав Блажић          | (Српска радикална странка)                     |
| Мирољуб Вељковић             | (Српска радикална странка)                     |
| Божидар Вујић                | (Српска радикална странка)                     |
| Александар Вучић             | (Српска радикална странка)                     |
| Божидар Вучуровић            | (Српска радикална странка)                     |
| Стево Драгишић               | (Српска радикална странка)                     |
| Мр Србољуб Живановић         | (Српска радикална странка)                     |
| Слободан Јањић               | (Српска радикална странка)                     |
| Златан Јовановић             | (Српска радикална странка)                     |
| Наташа Јовановић             | (Српска радикална странка)                     |
| Петар Јојић                  | (Српска радикална странка)                     |
| Стеван Кесејић               | (Српска радикална странка)                     |
| Љубомир Краговић             | (Српска радикална странка)                     |
| Лазар Марјански              | (Српска радикална странка)                     |
| Милорад Мирчић               | (Српска радикална странка)                     |
| Томислав Николић             | (Српска радикална странка)                     |
| Витомир Плужаревић           | (Српска радикална странка)                     |
| Лазић Гордана Поп            | (Српска радикална странка)                     |
| Драгољуб Стаменковић         | (Српска радикална странка)                     |
| Др Горан Цветановић          | (Српска радикална странка)                     |
| Драган Чолић                 | (Српска радикална странка)                     |
| Др Војислав Шешељ            | (Српска радикална странка)                     |
| Драгиша Бинић                | (Странка српског јединства)                    |
| Др Јован Деретић             | (Партија српског прогреса)                     |
| Милош Лукић                  | (Странка српског јединства)                    |
| Драган - Палма Марковић      | (Странка српског јединства)                    |
| Љубомир Мирковић             | (Странка српског јединства)                    |
| Радмило Мишовић              | (Странка српског јединства)                    |
| Зоран Новаковић              | (Партија српског прогреса)                     |
| Војислав Обрадовић           | (Уједињена пензионерска странка)               |
| Драган Пантелић              | (Странка српског јединства)                    |
| Проф. Борислав Пелевић       | (Странка српског јединства)                    |
| Петар Петровић               | (Странка српског јединства)                    |
| Радосав Саватијевић          | (Странка српског јединства)                    |
| Живко селаковић              | (Сељачка странка Србије)                       |
| Др Предраг Чановић           | (Странка српског јединства)                    |